# Alex Skolnick

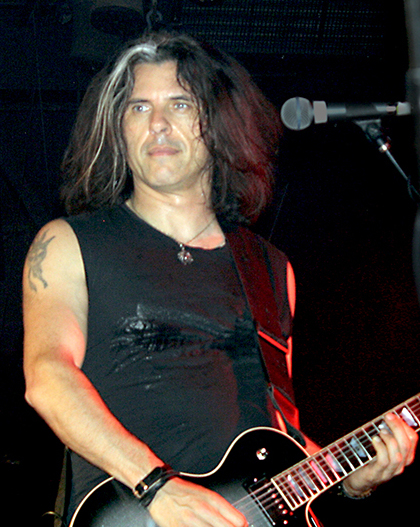
Alex Skolnick (2011)

Alex Skolnick (* 29. September 1968 in Berkeley, Kalifornien) ist ein US-amerikanischer Metal- und Jazz-Gitarrist. Er ist hauptsächlich als Leadgitarrist der Thrash-Metal-Band Testament bekannt.

## Karriere
Skolnick, der an der Bucht von San Francisco aufwuchs und mit neun Jahren mit dem Gitarrenspiel begann, wurde mit 14 Jahren für etwa zwei Jahre Schüler des Gitarristen Joe Satriani, der zu der Zeit in San Francisco lebte. Mit 16 Jahren wurde er Mitglied einer Band namens Legacy, aus der sich die Band Testament entwickelte. Skolnick verließ die Band 1992, wirkte aber später bei einer Neuaufnahme alter Testament-Klassiker für das Album First Strike Still Deadly und bei Reunion-Konzerten, wie z. B. dem Thrash-of-the-Titans-Konzert 2001, mit.
Nachdem Skolnick Testament verlassen hatte, spielte er für die amerikanische Heavy-Metal-Band Savatage, als Ersatz für den tragisch verunglückten Gitarristen Criss Oliva, deren Studioalbum Handful of Rain ein, und nahm auch an der folgenden Tournee teil. Auf dieser entstand auch das Livealbum und -video Japan Live ’94. Außerdem machte Skolnick Aufnahmen mit der Stu Hamm Band und trat später mit dem Trans-Siberian Orchestra auf, was sich durch sein vorheriges Savatage-Engagement ergeben hatte.
In den 1990er Jahren verfolgte Skolnick verschiedene Projekte wie Exhibit-A und Skol-Patrol und nahm Alben mit Attention Deficit auf. Kurz danach ging er zurück nach New York City und beschäftigte sich ausschließlich mit Jazzmusik. Dort gründete er das Alex Skolnick Trio, das dafür bekannt ist, Stücke aus dem Hard-Rock- und Heavy-Metal-Bereich als Bebop-Versionen zu spielen.
Im Frühjahr 2005 ging Skolnick mit dem Rest der klassischen Testament-Formation auf eine Reunion-Tournee durch Europa und die USA. Diese Tour wurde auf der Live-CD/DVD Live in London dokumentiert.
Seit 2008 ist Skolnick wieder festes Bandmitglied bei Testament. Mit ihm wurden bis 2020 die Alben The Formation of Damnation, Dark Roots of Earth, Brotherhood of the Snake und Titans of Creation veröffentlicht.

## Stil und Ausrüstung
Skolnicks Solospiel ist von starker Melodieführung geprägt. Das hob Testament sehr von den anderen Thrash-Metal-Bands der San Francisco Bay Area ab, weil die Melodik im starken Kontrast zu den meist chromatischen und schnellen Riffs steht. Er verwendet gerne Arpeggien.
Skolnick spielt E-Gitarren und Hollow-Bodied-Modelle der Firma Heritage. In den ersten Jahren mit seiner Band Testament war er „Endorser“ der Firma Ibanez. Seit 2014 gibt es von ESP eine zusammen mit Skolnick entwickelt Signature-Gitarre mit Solidbody. Der Verstärkerhersteller Budda Amplification entwarf für ihn den Signature Amp „AS Preceptor“.

## Diskografie
- 1987: Testament – The Legacy
- 1987: Testament – Live at Eindhoven
- 1988: Testament – The New Order
- 1989: Testament – Practice What You Preach
- 1990: Testament – Souls of Black
- 1991: Sampler – Guitars That Rule the World
- 1992: Testament – The Ritual
- 1994: Michael Manring – Thonk
- 1994: Savatage – Handful of Rain
- 1994: Sampler – Guitar’s Practicing Musicians Vol. 3
- 1995: Savatage – Japan Live ’94
- 1997: Skol Patrol – Skol Patrol
- 1998: Attention Deficit – Attention Deficit
- 2001: Attention Deficit – The Idiot King
- 2001: Testament – First Strike Still Deadly
- 2003: Alex Skolnick Trio – Transformation
- 2003: Debbie Friedman – Light These Lights
- 2004: Alex Skolnick Trio – Goodbye to Romance
- 2004: Trans-Siberian Orchestra – The Lost Christmas Eve
- 2004: Sampler – Metallic Attack – A Tribute to Metallica
- 2005: Sampler – Numbers From the Beast – Tribute to Iron Maiden
- 2005: Ofri Eliaz – Yo Salio De La Mar
- 2005: Sampler – Subdivisions – A Tribute to Rush
- 2005: Dave Morrish – I Forget Beautiful You Are
- 2005: Dina Fanai – Vision
- 2005: Testament – Live in London
- 2006: OST – Jekyll & Hyde Resurrection
- 2006: Sampler – Flying High Again – Tribute to Ozzy Osbourne
- 2006: Jeri Seger – Swing It Like Sammy
- 2007: Alex Skolnick Trio – Last Day in Paradise
- 2008: Testament – The Formation of Damnation
- 2011: Alex Skolnick Trio – Veritas
- 2012: Testament – Dark Roots of Earth
- 2015: Metal Allegiance – Metal Allegiance
- 2016: Testament – Brotherhood of the Snake
- 2018: Metal Allegiance – Volume II Power Drunk Majesty
- 2018: Alex Skolnick Trio – Conundrum (Palmetto/MRI)
- 2020: Testament – Titans of Creation
- 2021: Percy Jones, Alex Skolnick, Kenny Grohowski, Tim Motzer: Pakt